# 南千住
南千住（日语：／ Minami-senju */?）是東京都荒川區的町名。現行行政地名為南千住一丁目至南千住八丁目。

## 地理
位於荒川區最東端。町內為住宅區，中央地帶是JR常磐線、東京地下鐵日比谷線、首都圈新都市鐵道筑波快線南千住站。
此外，北與東以隅田川為界，可由千住大橋與千住汐入大橋通往足立區，水神大橋與白鬚橋通往墨田區。
東與墨田區堤通以隅田川為界，西臨荒川、東日暮里，南連台東區橋場、清川、日本堤、千束，北與足立區千住綠町、千住橋戶町、千住關屋町、千住曙町以隅田川為界。

## 歷史
南千住發展自江戶時代日光街道千住宿周邊的木賃宿宿場町。江戶時代至明治初期，約有20萬人在小塚原刑場處刑。刑場在現在南千住站西側常磐線與日比谷線之間的延命寺內。
現在淚橋交差點一帶在過去稱作山谷，現在仍有少量簡易宿泊設施（通稱ドヤ）存在。
此外，過去的南千住汐入（現在南千住四丁目、八丁目、三丁目東側）一帶，自明治時代起就是連結隅田川船運與鐵道貨物基地陸運的物流要地之一，「大日本紡績（ニチボウ，現尤尼吉可）」與「鐘淵紡績（カネボウ）」曾在此設立工廠。
南千住也以燉內臟與稱作「ぼったら」的南千住風文字燒聞名。

### 再開發

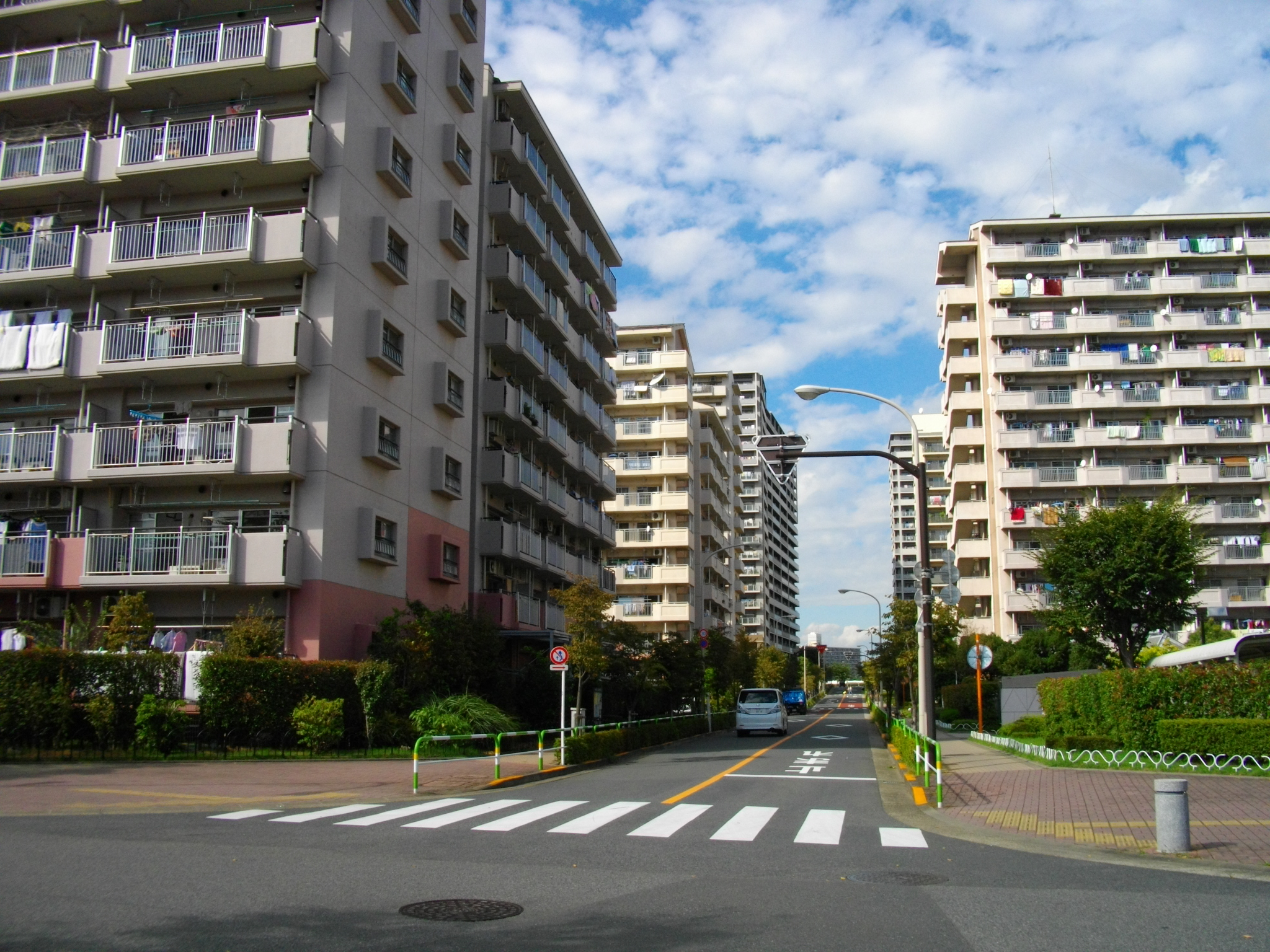
南千住八丁目街景

1987年（昭和62年）起，以南千住站至舊汐入地區為中心，開始進行大規模再開發。其中，南千住站東側的南千住四丁目、八丁目、三丁目東側的舊國鐵清算事業團處分用地隅田川貨物站北部、東部，與舊汐入地區一同進行大規模都市重劃，建造多棟20層～30層的超高層公寓。
南千住站東口至東側補助322號線一帶建造LaLa Terrace（LaLaテラス）南千住等複合商業設施，成為熱鬧的新興鬧區。另外，隨著筑波快線開業、JR與地下鐵南千住站更新改建，大幅提升南千住站使用者的便利性與安全性。2006年，座落於隅田川岸的汐入公園開園。
現在南千住站西口至骨通（コツ通り）的站前西側地區，開始進行超高層公寓、商業設施的再開發。
另一方面，南千住西北端的南千住六丁目則保留了過去的下町景色，但近年隅田川岸也開始進行高層公寓再開發。過去的東京球場位於此地，現改建為區營運的運動中心、南千住警察署、公寓與超市。

### 地名由來
意為千住南方。

## 交通

### 鐵道
東日本旅客鐵道
- 常磐快速線：南千住站

首都圈新都市鐵道
- 筑波快線：南千住站

東京地下鐵
- 日比谷線：南千住站

東京都交通局
- 都電荒川線：三之輪橋停留場（都電荒川線起點）/荒川一中前停留場

日本貨物鐵道
- 隅田川站 - 貨物專用站

### 道路、橋梁
道路
- 國道4號（日光街道）
- 東京都道306號王子千住南砂町線（日语：東京都道306号王子千住南砂町線）（明治通）
- 東京都道314號言問大谷田線（日语：東京都道314号言問大谷田線）
- 東京都道464號言問橋南千住線（日语：東京都道464号言問橋南千住線）

橋梁
- 千住大橋（日语：千住大橋）
- 千住汐入大橋（日语：千住汐入大橋）
- 水神大橋（日语：水神大橋）
- 白鬚橋（日语：白鬚橋）

## 設施
- 南千住西部區民事務所
- 南千住東部區民事務所
- 南千住警察署（日语：南千住警察署）
- 東京都交通局都營巴士南千住營業所（日语：都営バス南千住営業所）
- 東京都水道局（日语：東京都水道局）南千住淨水場（日语：南千住浄水場）（現在的南千住給水所）
- 東京都水道局（日语：東京都水道局）江東工業用水道事務所
- 东京都下水道局管理事務所

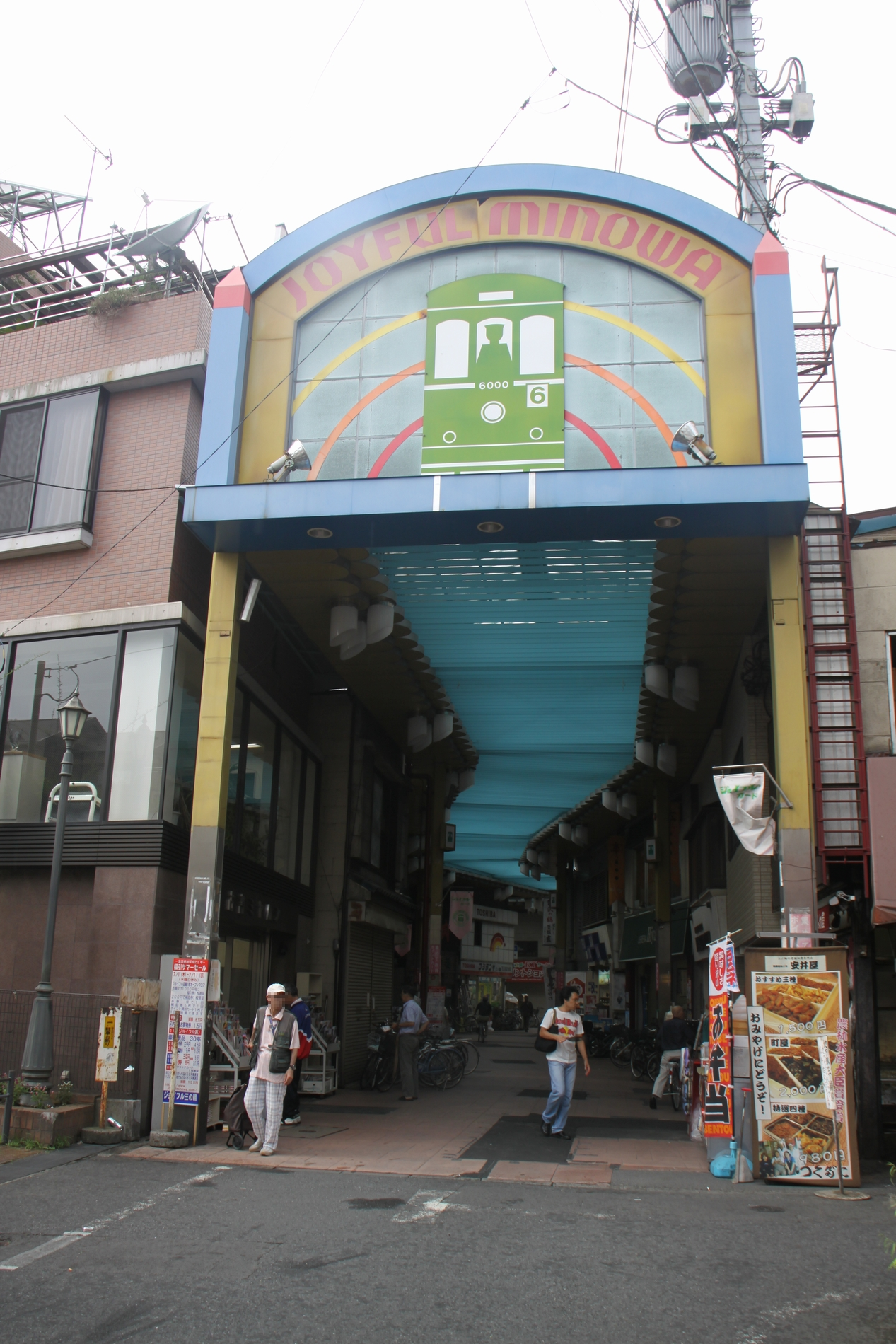
JOYFUL三之輪商店街（ジョイフル三ノ輪商店街）

- 東京都立荒川工業高等學校（日语：東京都立荒川工業高等学校）
- 東京都立產業技術高等專門學校

## 知名人士
- 貫地谷栞 - 演員

## 備註
1. ↑  町丁別世帯数及び人口一覧表（荒川区全域）[永久]

## 関連項目
- 千住
- 本田速人 - 漫畫《烏龍派出所》登場人物。南千住出身。

## 外部連結
- 南千住いきいきねっと[永久]
- 南千住汐入の街並み （页面存档备份，存于）